# Constantin Dilly Șerbănoiu
Constantin Dilly Șerbănoiu (n. 12 februarie 1948 - d. 13 februarie 2017) a fost un senator român în legislatura 2000-2004 ales în județul Dolj pe listele partidului PSD. A fost validat ca senator la 24 iunie 2004 și l-a înlocuit pe senatorul Ion Predescu.